# Alec G. Olson

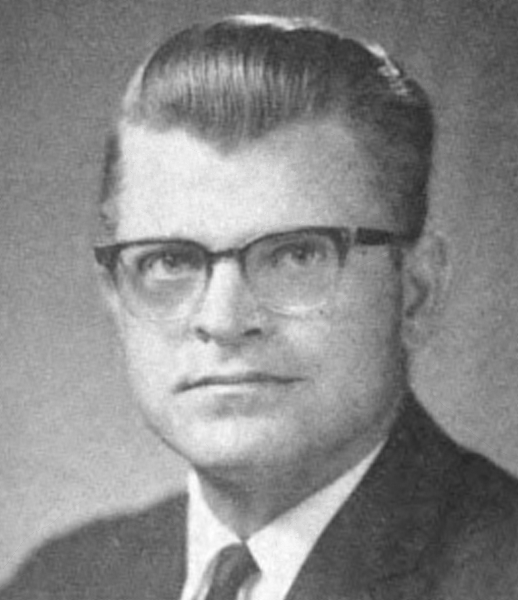
Alec G. Olson

Alec Gehard Olson (* 11. September 1930 in Mamre, Kandiyohi County, Minnesota) ist ein ehemaliger US-amerikanischer Politiker. Zwischen 1963 und 1967 vertrat er den Bundesstaat Minnesota im US-Repräsentantenhaus.

## Werdegang
Alec Olson besuchte die öffentlichen Schulen seiner Heimat und danach bis 1948 die Willmar High School. Zwischen 1948 und 1955 arbeitete er in der Landwirtschaft. Danach war er bis 1962 in der Versicherungsbranche tätig. Politisch wurde Olson Mitglied der Demokratischen Partei, die sich in Minnesota seit einer Fusion im Jahr 1944 Democratic-Farmer-Labor Party nennt.
Vier Jahre lang war Olson Bezirksvorsitzender seiner Partei. In den Jahren 1960, 1964 und 1968 nahm er als Delegierter an den Democratic National Conventions teil. Bei den Kongresswahlen des Jahres 1962 wurde er im sechsten Wahlbezirk von Minnesota in das US-Repräsentantenhaus in Washington, D.C. gewählt, wo er am 3. Januar 1963 die Nachfolge von Fred Marshall antrat. Nach einer Wiederwahl im Jahr 1964 konnte er bis zum 3. Januar 1967 drei zusammenhängende Legislaturperioden im Kongress absolvieren.
Bei den Wahlen des Jahres 1966 unterlag Olson dem Republikaner John M. Zwach. Im Jahr 1967 arbeitete Olson für kurze Zeit für das Landwirtschaftsministerium. Danach wurde er für eine private Investmentfirma tätig. In den Jahren 1969 bis 1976 saß er im Senat von Minnesota, als dessen Präsident er seit 1973 fungierte. Zwischen 1976 und 1979 war Olson als Vizegouverneur Stellvertreter von Gouverneur Rudy Perpich. Danach hat er keine weitere politische Ämter ausgeübt. Olson ist seit 1957 mit Janice Ruth Albrecht verheiratet und lebt in Willmar.